# Hyssia stenorena
Hyssia stenorena là một loài bướm đêm trong họ Noctuidae.